# Alexander Krylov
Alexander Krylov (russisch Александр Николаевич Крылов; * 1. Juli 1969) ist ein deutsch-russischer Sozial- und Wirtschaftswissenschaftler und römisch-katholischer Priester.

## Biografie
Alexander Krylov wurde in einer deutsch-russischen Familie in Russland geboren. Nach dem Abitur studierte er zuerst Geschichte und Sozial-Ökonomische Wissenschaft, später auch Psychologie und Philosophie. Anschließend promovierte er an der Universität Moskau in Sozialphilosophie und Psychoanalyse (1999). Nach der Promotion studierte er Wirtschaft (Abschluss: Dipl. Ökonom) und Theologie (Abschluss: Magister Theologiae).
Krylov arbeitete 1990–1993 als Lehrer und Leiter eines sozialpädagogischen Dienstes. 1993–1998 war er als Manager und Leiter des Ressorts Öffentlichkeitsarbeit bei der Stiftung „Kinder Russlands“ in Moskau tätig. Von 1998 bis 2000 war er Prodekan der Fakultät für Wirtschaft und Management des Nationalen Instituts für Wirtschaft in Moskau.

Im Jahr 2000 nahm Krylov die deutsche Staatsangehörigkeit an. Seitdem lebt und arbeitet er ständig in der Bundesrepublik Deutschland und engagiert sich für die Völkerverständigung, den internationalen Dialog der Wissenschaften und für die Förderung des Interesses an der deutschen Kultur im Ausland. 2001–2008 arbeitete er am Institut für Weltwirtschaft und Internationales Management der Universität Bremen. Von 2008 bis 2010 war er Professor an der University of Management and Communication Potsdam. Seit 2006 ist er Professor für Kommunikationsmanagement am Lehrstuhl für Management und Unternehmertum am National Institute of Business. 2010–2015 – Chef-Redakteur der Zeitschrift „West-Ost-Report – International Forum for Science and Research“. Seit 2008 leitet er als Direktor das West-Ost-Institut Berlin. Zugleich ist er der Zweite Vorsitzende und Vorstandsmitglied der Bremen School of Economics und berät deutsche und russische Unternehmen in Fragen des Managements und der interkulturellen Kommunikation.
2011 wurde Krylov in Russland mit einer Medaille in Gold „Für Verdienste um Bildung und Wissenschaft“ geehrt, 1999 erhielt er ein Diplom des Komitees für Unternehmertum der Staatsduma der Russischen Föderation. 1997 wurde Krylov mit einer Urkunde der Regierung der Stadt Moskau ausgezeichnet. 2013 ernannte das National Institute of Business ihn zum Prof. h. c., 2015 folgte eine weitere Ernennung zum Ehrenprofessor an der Hochschule für Human- und Sozialwissenschaften in Moskau.
Am 31. Mai 2015 wurde Alexander Krylov in der Kaarster Pfarrkirche St. Martinus von Weihbischof Ansgar Puff zum Diakon geweiht. Die Priesterweihe erfolgte am 3. Juni 2016 im Kölner Dom durch den Erzbischof von Köln Rainer Maria Kardinal Woelki. In Rahmen der internationalen wissenschaftlichen Konferenz „Christliche Werte inmitten globaler Herausforderungen“ am 10. Oktober 2016 verabschiedete er sich von seiner Arbeit als Direktor des West-Ost-Instituts Berlin. Er stellte seine Forschungen im Bereich Kommunikationsmanagement ein und distanzierte sich von politischen und gesellschaftlichen Aktivitäten in Osteuropa. Krylov übernahm die Aufgabe als Seelsorger in der Erzdiözese Köln. Seit 2020 moderiert er den YouTube-Kanal YouPriest und setzt sich weiter analytisch mit der geistigen und sozialen Entwicklung der Menschen in ihren jeweiligen gesellschaftlichen Kontexten auseinander.

## Wissenschaft und Forschung

### Geisteswissenschaften
Forschungsschwerpunkte von Krylov sind psychoanalytische Anthropologie, Soziale und personale Identität und sozialer Wandel.
Laut Krylov entwickelte sich die klassische Psychoanalyse von einer Form der Psychotherapie zur Philosophie. Dabei wurden die Ideen von Freud und seinen Nachfolgern immer mehr zu einem Diskussionsgegenstand um das philosophische Verständnis des Menschseins. In der Monografie „Evolution der Identitäten“ (2010) zeigte er, dass das Selbstverständnis des Menschen sich unterm Einfluss des sozialen Wandels befindet. Der moderne Mensch versucht sich nicht nur durch die traditionellen, sondern zunehmend mehr auch durch neue Identitäten wie virtuelle Identität, Verbraucheridentität, Lebensstillidentität, Celebrityidentität u. a. zu definieren. Identitätsfindung ist in der postindustriellen Gesellschaft mit persönlichen psychologischen Problemen und Krisen verbunden.
Auf der Suche nach grundlegenden anthropologischen Identitätsinhalten beschäftigte sich Krylov mit der Religion. In seiner Monografie „Religiöse Identität“ (2012) hat er das Thema aus verschiedenen Perspektiven behandelt. Einerseits sieht er das Christentum noch immer als wichtiges kulturelles Fundamt für das Selbstbewusstsein der Menschen in Europa und in vielen Ländern der Welt. Andererseits entsteht religiöse Identität in der modernen Gesellschaft nach Krylov nicht nur vor dem Hintergrund des christlichen Glaubens. Nach dem bewussten Verzicht auf Religion überhaupt behalten und nutzen moderne Menschen unbewusst verschiedene Elemente des religiösen Verhaltens, um das entstandene existenzielle Vakuum zu füllen. Auf der Such nach Gott stellen sich dem Menschen von Anfang an die Fragen „Wer bin ich?“, „Woher komme ich?“ und „Wohin gehe ich?“.

### Wirtschaftswissenschaften
In den Wirtschaftswissenschaften beschäftigte sich Krylov mit Fragen der Wirtschaftsethik, der Corporate Social Responsibility, dem interkulturellen Management und der Unternehmenskommunikation. Er wurde in Deutschland durch mehrere Veröffentlichungen, u. a. durch die von ihm herausgegebenen Sammelbände, bekannt. Für seine innovativen Konzepte konnte er immer renommierten deutschen und internationalen Wissenschaftlern als Autorenteams gewinnen.
Mit Forschung im Bereich Unternehmenskommunikation (seit 1998) gehört Krylov zu den Pionieren der Öffentlichkeitsarbeit in Russland. Als erster russischsprachiger Wissenschaftler beschäftigte er sich mit Unternehmensidentitäten und veröffentlichte zu diesem Thema 2004 das erste russischsprachige Buch, basierend auf Identitätsanalysen mehrerer deutscher Markenunternehmen. Die Entwicklung der Öffentlichkeitsarbeit ist für Krylov untrennbar mit der Entwicklung der Demokratie und der Pressefreiheit verbunden. Die von ihm in verschiedenen Jahren behandelten Managementkonzepte (u. a. auch Corporate Governance, Unternehmensreputation und Nachhaltigkeit) hat er unter dem Begriff „Soziale Sensibilisierung des wirtschaftlichen Handeln“ systematisiert. Aus seiner Sicht handeln Unternehmen nicht aus eigenem Antrieb in einer sozialen und ethischen Weise, sondern werden dazu von der Gesellschaft immer wieder aufgefordert. Dies unterstreicht die Rolle der Zivilgesellschaft sowie eines humanistischen bzw. christlichen Menschenbildes und hilft zudem unternehmerische Prozesse zu optimieren und nachhaltiger zu machen.

## Schriften (Auswahl)
- Dem Unbegreiflichen entgegen. Gedanken – Impulse – Predigten. 2. Aufl. West-Ost-Verlag Berlin 2019, ISBN 978-3-86297-028-5.
- als Herausgeber: Handbuch zur Europäischen Wirtschaftsethik. Business Ethics: Expectations of Society and the Social Sensitisation of Business., 2016, BWV – Berliner Wissenschafts-Verlag, ISBN 978-3-8305-3431-0 + Verlag Österreich, ISBN 978-3-7046-7571-2
- Kommunikationsmanagement. Theorie und Praxis der Interdependenzen von Unternehmen und Gesellschaft. Verlag NIB + West-Ost-Verlag Berlin, 2014, ISBN 978-3-86297-012-4
- als Herausgeber: Corporate Social Responsibility: Wirtschaftsmodelle – Moral – Erfolg – Nachhaltigkeit. West-Ost-Verlag Berlin 2013, ISBN 978-3-86297-006-3
- Religiöse Identität: Individuelles und kollektives Selbstbewusstsein im postindustriellen Raum. West-Ost-Verlag Berlin 2012, ISBN 978-3-86297-003-2
- Evolution der Identitäten. Krise der industriellen Gesellschaft und neues Selbstverständnis der Individuen. West-Ost-Verlag Berlin 2010, ISBN 978-3-86297-000-1.
- als Herausgeber mit Axel Sell: Government Relations: Interaktionen zwischen Wirtschaft, Politik und Gesellschaft. Peter Lang, 2009, ISBN 978-3-631-58487-3.
- als Herausgeber mit Tobias Schauf: Internationales Management. Fachspezifische Tendenzen und Best-Practice. Lit Verlag, Berlin 2008, ISBN 978-3-8258-1258-4.
- Grundlagen des Kommunikationsmanagements und Public Relations: Arbeitsbuch für Trainings, Selbstkontrolle und Seminaren. Verlag NIB, Moskau 2007, ISBN 5-8309-0100-5.
- als Herausgeber mit Klaus Jürgen Bönkost: Karriere gestalten: Transnationaler Dialog zur Entwicklung von Personalmanagement und Arbeitsmarkt. Verlag NIB, Bremen/Moskau 2007, ISBN 978-5-8309-0260-1.
- Zur Frage der Reputation. Universität Bremen, 2006, ISBN 5-8309-0221-4.
- als Herausgeber mit Axel Sell: Corporate Governance. Unternehmensverfassung im Ost-West-Dialog. Peter Lang, 2006, ISBN 3-631-55628-4.
- Corporate Identity: Studienbuch für Manager und Marketingexperten. Verlag Ikar, Moskau 2004, ISBN 5-7974-0084-7.
- als Herausgeber mit Rolf Oberliesen: Zukunft gestalten: Transnationaler Dialog zur Entwicklung von Bildung und Gesellschaft. Verlag NIB, Moskau 2004, ISBN 5-8309-0152-8.
- als Herausgeber: Public Relations im osteuropäischen Raum: Dialog und Erfahrung auf der Basis gesellschaftlich-ökonomischer Transformation. Verlag Peter Lang, 2003, ISBN 3-631-51014-4.
- Management von Kommunikation. Theorie und Praxis. Verlag NIB, Moskau 2002, ISBN 5-8309-0049-1.
- Der Mensch in der russischen Psychoanalyse. Moskau 1999, ISBN 5-8309-0022-X.